# Wang Xiaolong
Wang Xiaolong (王晓龙S, Wáng XiǎolóngP; Pechino, 11 marzo 1986) è un calciatore cinese, centrocampista svincolato.